# Promontorium Heraclides
Promontorium Heraclides – przylądek na powierzchni Księżyca  o średnicy około 50 km. Promontorium Heraclides znajduje się na współrzędnych selenograficznych ☾ 40,3°N 33,2°W/40,300000 -33,200000 na krańcu Montes Jura na styku Mare Imbrium i Sinus Iridum.
Nazwa grzbietu została nadana w 1935 roku przez Międzynarodową Unię Astronomiczną i pochodzi od Heraklidesa z Pontu (ok. 388 r. p.n.e. - 310 r. p.n.e.), greckiego astronoma i filozofa.